# 東京ラテン系セニョリータ
「東京ラテン系セニョリータ」（とうきょうラテンけいセニョリータ）は、1991年6月21日に発売された爆風スランプ19枚目のシングル。
この曲を音楽番組で披露する際、サンプラザ中野は珍しくインカムを付けて歌って踊っていた。

## 収録曲
1. 東京ラテン系セニョリータ
作詞：サンプラザ中野　作曲：パッパラー河合/ファンキー末吉　編曲：BAKUFU-SLUMP
2. 愛のとんかつ
作詞：サンプラザ中野　作曲：パッパラー河合　編曲：BAKUFU-SLUMP
3. 東京ラテン系セニョリータ＜オリジナル・カラオケ＞（中野先生、パッパラーコーチのワンポイントレッスン付）
作詞：サンプラザ中野　作曲：パッパラー河合/ファンキー末吉　編曲：BAKUFU-SLUMP

## 収録アルバム
- 青春王 (#1)
- 決定版!爆風スランプ大全集2 〜The Very Best Of パッパラー河合〜』 (#1,2、#1はLatin Mega Mix)
- GOLDEN☆BEST 爆風スランプ ALL SINGLES (#1)

## カバー
- 許志安（中国語版）、エドモンド・リョン、アーロン・クオック、サミー・チェン - 広東語バーション『火熱動感La La La』（1992年）